# الكلية الجامعية الشمالية
الكلية الجامعية الشمالية هي جامعة في كندا، تأسست عام 2004. تقع في مدن باس، تومبسون.

## إحصائيات
يبلغ عدد طلاب الجامعة 2,700 طالب.